# Phytosciara pentacanta
Phytosciara pentacanta är en tvåvingeart som först beskrevs av Heikki Hippa 1991.  Phytosciara pentacanta ingår i släktet Phytosciara och familjen sorgmyggor.
Artens utbredningsområde är Nepal. Inga underarter finns listade i Catalogue of Life.